# Manoharthana
Manoharthana (o Manohar Thana) è una suddivisione dell'India, classificata come census town, di 9.227 abitanti, situata nel distretto di Jhalawar, nello stato federato del Rajasthan. In base al numero di abitanti la città rientra nella classe V (da 5.000 a 9.999 persone).

## Geografia fisica
La città è situata a 24° 13' 60 N e 76° 47' 60 E e ha un'altitudine di 332 m s.l.m..

## Società

### Evoluzione demografica
Al censimento del 2001 la popolazione di Manoharthana assommava a 9.227 persone, delle quali 4.807 maschi e 4.420 femmine. I bambini di età inferiore o uguale ai sei anni assommavano a 1.649, dei quali 896 maschi e 753 femmine. Infine, coloro che erano in grado di saper almeno leggere e scrivere erano 5.895, dei quali 3.490 maschi e 2.405 femmine.